# IG Bergbau, Chemie, Energie

Logo der IGBCE-Jugend

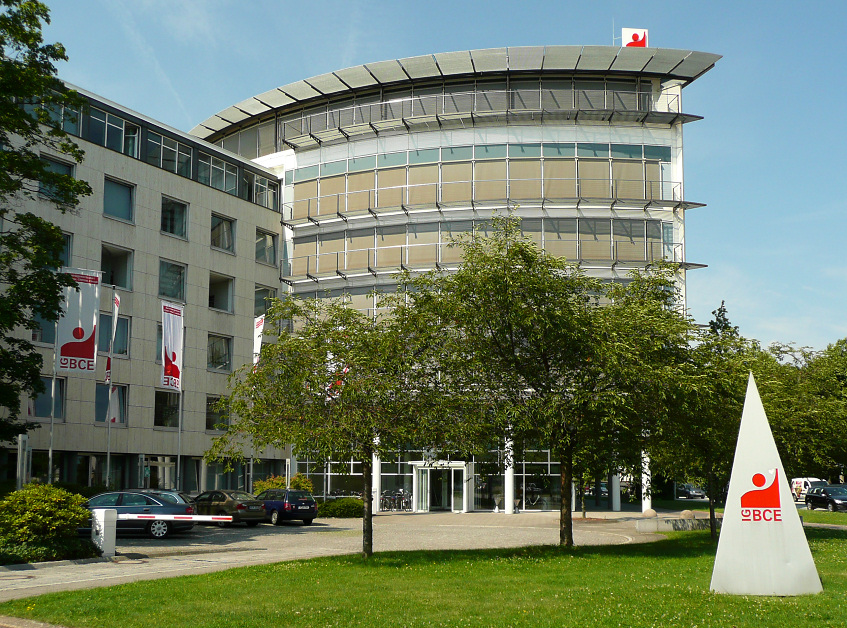
Sitz in Hannover

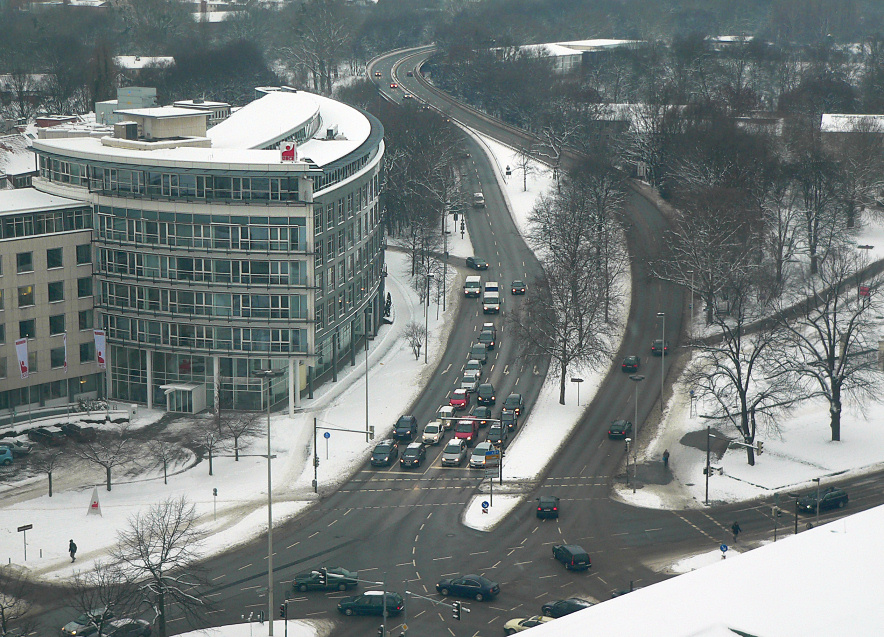
Links IG BCE-Gebäude am Königsworther Platz und am Zubringer zum Westschnellweg

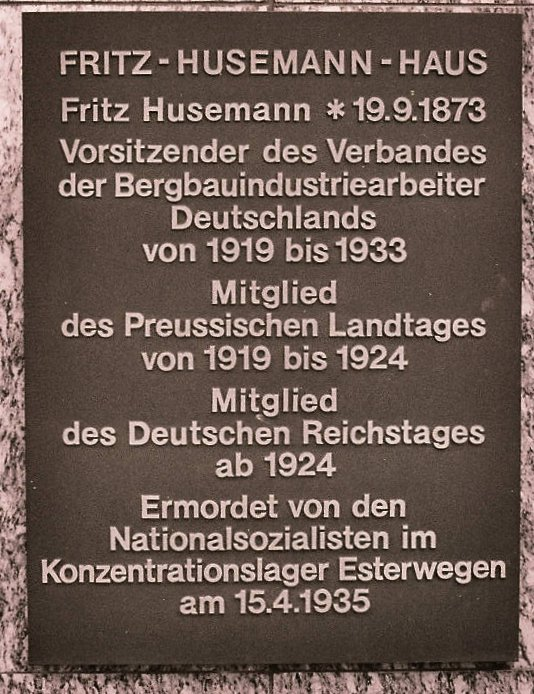
Gedenktafel am Sitz der IGBCE in Bochum

Die Industriegewerkschaft Bergbau, Chemie, Energie (IGBCE) entstand 1997 durch Fusion der IG Bergbau und Energie (IG BE) mit der IG Chemie-Papier-Keramik (IG CPK) und der Gewerkschaft Leder (GL). Sie hat ihren Sitz am Königsworther Platz in Hannover.
Die IG Bergbau, Chemie, Energie ist sowohl Mitglied im Deutschen Gewerkschaftsbund (DGB) als auch im Netzwerk Europäische Bewegung Deutschland. Sie ist die drittgrößte Einzelgewerkschaft im DGB. 2020 gehörten ihr 606.348 Mitglieder an; 472.611 männliche und 133.737 weibliche. Die Gewerkschaft deckt Berufe in den Branchen Bergbau, Chemie, Gas, Glas, Kautschuk, Keramik, Kunststoffe, Leder, Mineralöl, Papier, Pharma, Sanierung/Entsorgung, Steinkohle und Wasserwirtschaft ab.

## Aufbau der Organisation
Die Basis der Organisation bilden die Ortsgruppen und Vertrauenskörper, die auf ihrer Ebene gleichberechtigt nebeneinander stehen. Hierauf bauen weitere Einheiten wie der Bezirk, der Landesbezirk und der Hauptvorstand auf. Die Betreuung der Mitglieder erfolgt über die räumliche Aufteilung von insgesamt 42 Bezirken, so dass die zuständige Bezirksleitung für die Mitglieder ohne großen Zeit- und Reiseaufwand erreichbar ist. Die gewerkschaftlichen und politischen Themen der einzelnen Bezirke werden durch die acht Landesbezirke Baden-Württemberg, Bayern, Hessen/Thüringen, Nord, Nordost, Nordrhein, Rheinland-Pfalz/Saarland und Westfalen koordiniert. In Hannover befinden sich der Sitz der Gewerkschaft und der geschäftsführende Hauptvorstand mit insgesamt fünf Bereichen.
Der Frauenanteil in den Spitzengremien wie dem geschäftsführenden Hauptvorstand liegt bei zwei Frauen zu drei Männern, der Anteil der hauptamtlichen Gewerkschafterinnen an von der IGBCE zu besetzenden Aufsichtsratsmandaten soll auf 30 Prozent erhöht werden.
Für die gewerkschaftliche Bildungsarbeit stehen drei Bildungszentren in Bad Münder, Haltern am See und Grünheide (Mark) zur Verfügung.

## Geschichte
IG Bergbau und Energie und IG Chemie-Papier-Keramik machten erstmalig im Mai 1992 ihre Absicht öffentlich, sich vereinigen zu wollen.  Die beiden Gewerkschaften sowie die Gewerkschaft Leder unterzeichneten am 1. Juni 1993 in Bad Münder ein Abkommen zur Kooperation. Vom 6. bis 10. Oktober 1997 wurde schließlich die IG BCE mit einer Million Mitglieder auf dem Gewerkschaftskongress in Hannover gegründet.
Die Neugründung vereinte drei traditionsreiche Organisationen, die über hundert Jahre die Interessen von Arbeiterinnen und Arbeitern wahrgenommen und Gesellschaft und Politik in Deutschland beeinflusst hatten. Dies waren der deutsche Fabrikarbeiterverband, der 1930 fast eine halbe Million Beschäftigte organisierte; die IG Bergbau und Energie, die 1959 erreichte, dass im Bergbau erstmals branchenweit eine 5-Tage-Woche galt, den Kohleausstieg bremste und die Konsolidierung der bundesdeutschen Steinkohleförderung in der Ruhrkohle AG beförderte; und die Gewerkschaft Leder, deren Anfänge im Jahr 1872 liegen.
Die Neugründung der IGBCE berücksichtigt in ihrer Organisation verschiedene institutionelle Traditionen. So wurden die unterschiedlichen Strukturmerkmale von IG BE, Ortsgruppen und IG CPK, Vertrauensleute, übernommen.
Gründe für den Zusammenschluss der drei Gewerkschaften waren der politische Gegenwind im wiedervereinigten Deutschland, der es den Gewerkschaften erschwerte, Arbeitnehmerinteressen wahrzunehmen. Hinzu kamen der hohe Verlust an Mitgliedern in den späten 1990er Jahren, die ausstehende Organisationsreform der deutschen Gewerkschaften und die organisatorischen Herausforderungen, die mit dem Aufbau der Gewerkschaften in den neuen Bundesländern verbunden waren.

## Tochterunternehmen
Die Gesellschaft für Bildung, Wissen, Seminar der IGBCE mbH (Kurzname: IGBCE BWS GmbH), mit Sitz in der Hauptverwaltung der IGBCE, ist der für Betriebsräteschulung verantwortliche Bildungsträger der IGBCE. Sie führt hauptsächlich Seminare gemäß § 37(6) BetrVG durch.
Als Besonderheit gilt die Führungskräfteakademie für BR-Vorsitzende und Freigestellte.
Die IGBCE ist mit 26,8 % an der Wohnungsgesellschaft Vivawest beteiligt.
Die IGBCE Bonusagentur GmbH ist eine hundertprozentige Tochter der IGBCE und organisiert exklusive Vorteilsangebote für deren Mitglieder, die das Kerngeschäft und die Satzungsleistungen der Gewerkschaft ergänzen. Sie verbindet innovative Vorsorgekonzepte mit moderner Tarifpolitik und bietet kollektive Unternehmenslösungen an.

## Vorstand
Auf dem 7. ordentlichen Gewerkschaftskongress in Hannover wurde Michael Vassiliadis im Oktober 2021 erneut zum Vorsitzenden gewählt. Als weitere Mitglieder des geschäftsführenden Hauptvorstandes wurden Ralf Sikorski als stellvertretender Vorsitzender, Francesco Grioli und Karin Erhard bestätigt sowie Birgit Biermann als neues Mitglied gewählt. 2023 änderte sich die Zusammensetzung der Mitglieder des geschäftsführenden Hauptvorstandes, nachdem Ralf Sikorski und Karin Erhard ihre Mandate zum 1. September 2023 niedergelegt hatten. Der Beirat wählte zwei neue Mitglieder: Oliver Heinrich und Alexander Bercht und Birgit Biermann zur neuen stellvertretenden Vorsitzenden.
Vorsitzende
- 1997–2009: Hubertus Schmoldt
- seit 2009: Michael Vassiliadis

stellvertretende Vorsitzende
- 1997–2004: Klaus Südhofer
- 2004–2013: Ulrich Freese
- 2013–2019: Edeltraud Glänzer
- 2019–2023: Ralf Sikorski
- seit 2023: Birgit Biermann

weitere Mitglieder des geschäftsführenden Hauptvorstandes
- 1997–1999: Gabriele Glaubrecht
- 1997–1999: Veronika Keller-Lauscher
- 1997–1999: Manfred Kopke
- 1997–2004: Hartmut Löschner
- 1997–2004: Jürgen Walter
- 1997–2005: Fritz Kollorz
- 1997–2009: Werner Bischoff
- 1999–2004: Ulrich Freese (anschließend bis 2013 stellvertretender Vorsitzender)
- 2004–2005: Alfred Geißler
- 2004–2009: Michael Vassiliadis (anschließend seit 2009 Vorsitzender)
- 2005–2008: Wilfried Woller
- 2005–2013: Edeltraud Glänzer (anschließend bis 2019 stellvertretende Vorsitzende)
- 2008–2015: Egbert Biermann
- 2009–2017: Peter Hausmann
- 2013–2019: Ralf Sikorski (anschließend bis 2023 stellvertretender Vorsitzender)
- 2015–2021: Petra Reinbold-Knape
- 2019–2023: Karin Erhard
- 2021–2023: Birgit Biermann (anschließend seit 2023 stellvertretende Vorsitzende)
- seit 2017: Francesco Grioli
- seit 2023: Alexander Bercht
- seit 2023: Oliver Heinrich

## Kontroverse
Die IGBCE wirkte erfolgreich auf Wirtschaftsminister Peter Altmaier ein, das Erneuerbare-Energien-Gesetz (EEG) zugunsten von Unternehmen umzugestalten, die die Zahlung der EEG-Umlage umgingen.